# Gémara
La Gémara ou guemara (mot signifiant « achèvement, perfection » en hébreu, ou « étude » en araméen, langue dans laquelle est rédigé cet ouvrage) est un commentaire de la Mishna qui la relie plus clairement au Tanakh.

## Place de la Gémara dans la littérature rabbinique
Les auteurs de la Gémara sont appelés les Amoraïm (« ceux qui parlent » ou « ceux qui expliquent »). Elle fut rédigée simultanément, au VIe siècle, en Galilée et en Mésopotamie, notamment sous l'impulsion de Rav Achi et Ravina I.

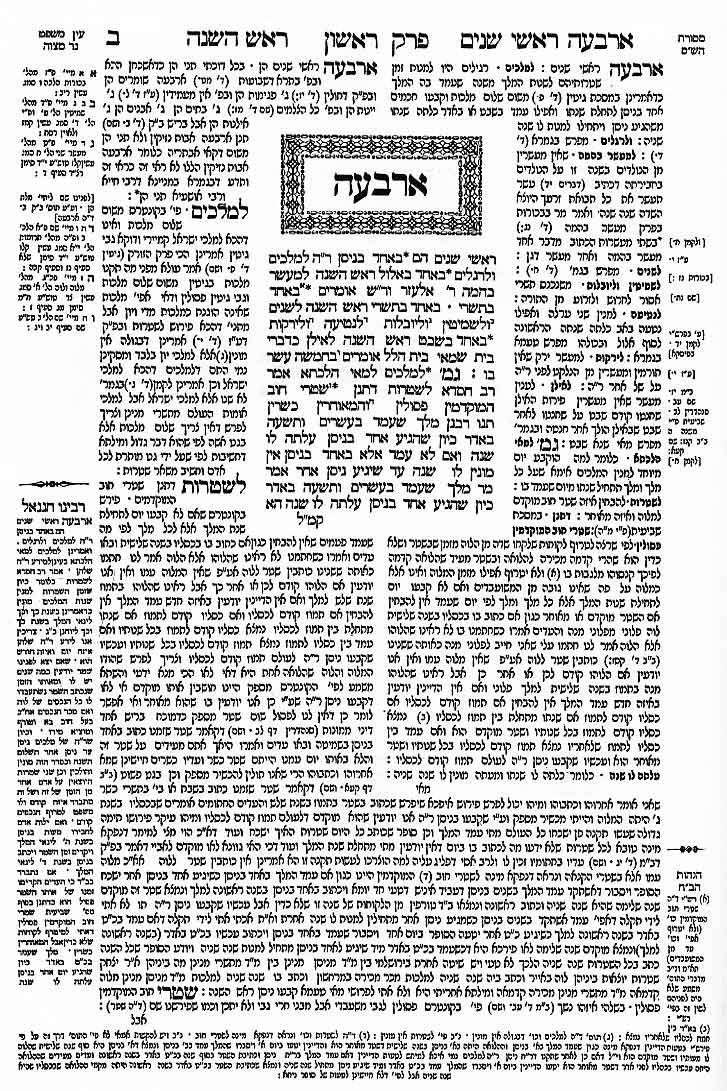
La première page du traité dans le Talmud de Babylone.

La Michna hébraïque et la Gémara araméenne constituent le Talmud.
Du fait de l'existence de deux Gémarotes qui diffèrent par le contenu et l'ampleur, il existe deux versions du Talmud : le Talmud de Jérusalem et le Talmud de Babylone, dont l'autorité est bien supérieure au précédent. Le Talmud de Babylone est plus développé que le Talmud de Jérusalem, mais ni l'un ni l'autre ne commente la totalité des traités de la Michna.

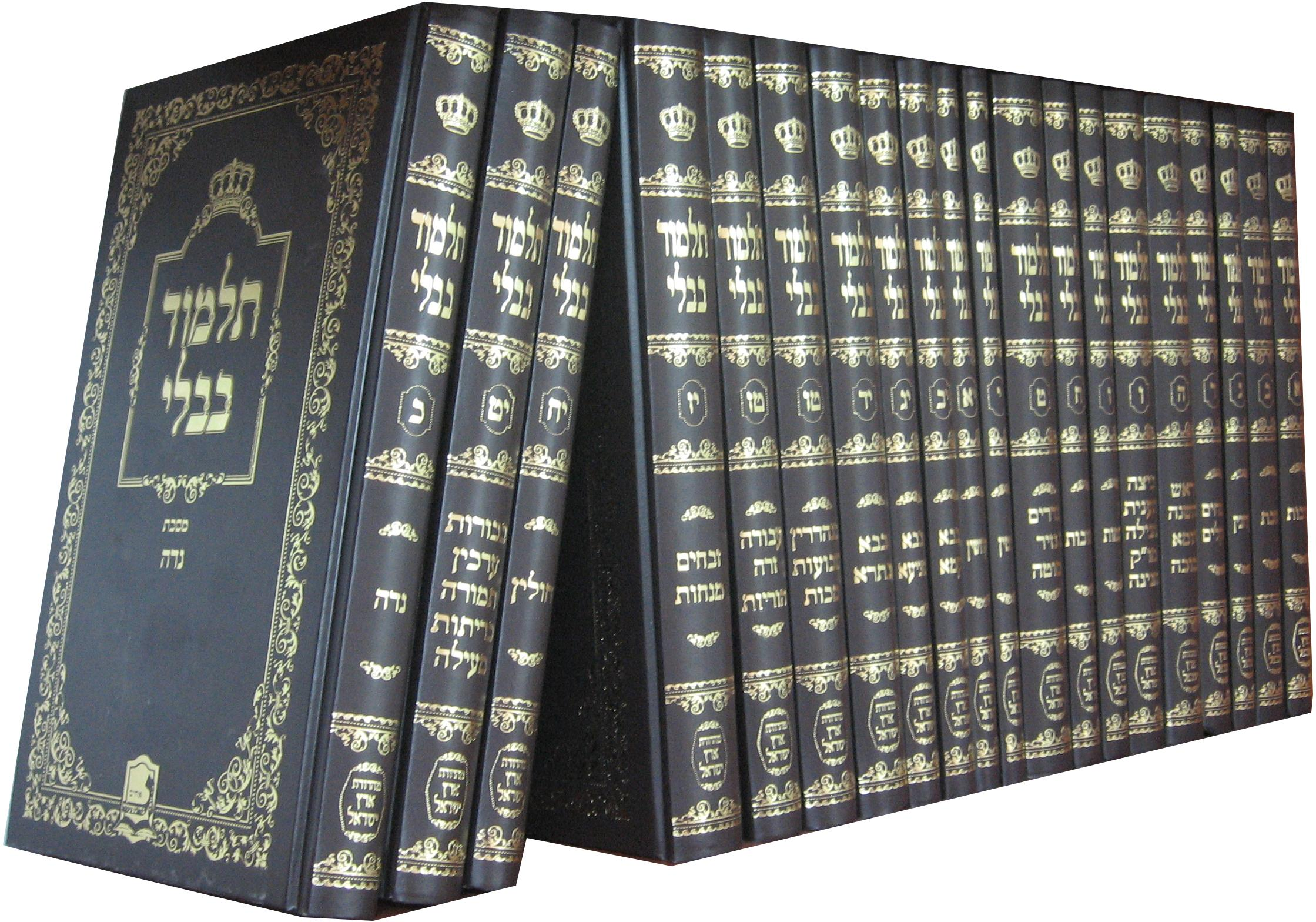
Édition intégrale du Talmud de Babylone.

Les parties normatives du Talmud constituent la Halakha (« cheminement » dans les voies de Dieu), tandis que les parties non normatives, narratives, édifiantes, constituent la Aggada (narration, récit). Dans les versions imprimées du Talmud de Babylone (à partir du XVe siècle), la Michna et la Gémara sont commentées (marges intérieures) par Rachi de Troyes (c. 1040 - 1105), l'un des grands maîtres du Talmud. D'autres commentaires, situés dans les marges inférieures, viennent également commenter la Michna et la Gémara.